# Linepithema hispaniolae
Linepithema hispaniolae är en myrart som först beskrevs av Wilson 1985.  Linepithema hispaniolae ingår i släktet Linepithema och familjen myror. Inga underarter finns listade i Catalogue of Life.